# Jordi Ferran
Jordi Ferran és un cantant de Sabadell nascut el 1960. Va fer una breu aparició en el panorama de la Cançó durant els vuitanta sense moure's gaire de l'àmbit local, tot i que en algunes ocasions actuà com a teloner de Marina Rossell i Celdoni Fonoll.
Publicà, l'any 1990, un únic àlbum de poca difusió (Perquè sóc idiota), amb vuit temes que es mouen a cavall de la Cançó melòdica, el funky i les influències brasileres.
El disc va tenir repercussió popular, i fou el disc de la setmana per votació a la cadena Dial de Barcelona. En el disc hi participà la cantautora Maria Cinta amb dos temes de caràcter brasiler i com arranjador Carles Cases. Segons Miquel Pujadó, fou un producte d'altíssima qualitat mancat d'una adequada promoció.